# Szőnyi István (festő, 1894–1960)
Szőnyi István (született Schmidt; Újpest, 1894. január 17. – Zebegény, 1960. augusztus 30.) Kossuth-díjas magyar festőművész és grafikus, érdemes és kiváló művész.

## Művészeti pályája
Az akkor még önálló városban, Újpesten született német származású római katolikus szülők legfiatalabb gyermekeként. Családja 1898-ban magyarosította vezetéknevét Szőnyire. Apja, Richárd vasúti tisztviselő, anyja háztartásbeli volt. Két bátyja még gyermekként meghalt, négy nővére viszont megérte a felnőttkort.
Budapesten és Nagybányán tanult. Mesterei voltak: Ferenczy Károly és Réti István. Fiatalon megnősült, ám felesége hamar meghalt, 1916-ban született lányukat Jolánt,  Anna nővére nevelte fel. Már 1914-ben behívták katonának az első világháborúba, amit főhadnagyi rangban végigszolgált. Mivel szimpatizált a Magyarországi Tanácsköztársasággal, annak bukása után eltanácsolták a főiskoláról. 1920-ban rendezte első gyűjteményes kiállítását az Ernst Múzeumban. Korai képeinek plasztikus stílusa nagy hatással volt fiatal kortársaira, Aba-Novák Vilmosra, Patkó Károlyra, Korb Erzsébetre. Pályájának kezdetétől nagy tehetsége volt a rézkarcok készítéséhez, egyik leghíresebb a Behavazott falu című, 1927-ből. Főleg rézkarcai, de festményei is gyakran szerepeltek a Tamás Galéria kiállításain.
1923-ban Zebegénybe költözött, ezzel új korszak kezdődött festészetében. Képei egyre líraibb, harmonikusabb, idillibb hangúvá váltak. Fő témája a zebegényi táj és a paraszti élet mindennapi eseményei. 1924-ben újranősült, egy lányuk és egy fiuk született, Zsuzsa és Péter. Szőnyit 1937-ben kinevezték a Képzőművészeti Főiskola tanárának, több mint két évtizeden keresztül tanított a neves intézményben. Magániskolát is nyitott, egyik tanítványa 1930-ban Szabados Jenő volt. Az 1930-as évek közepétől fő műveinek sorozatát többnyire temperával, világos, finom színekkel festette, az egyik legszebb a Dunakanyar táját megelevenítő Szürke Duna című képe, 1935-ből. Művészete a posztnagybányai stílust képviselte. 1941-ben munkássága elismeréséül átvehette a Corvin-koszorút.

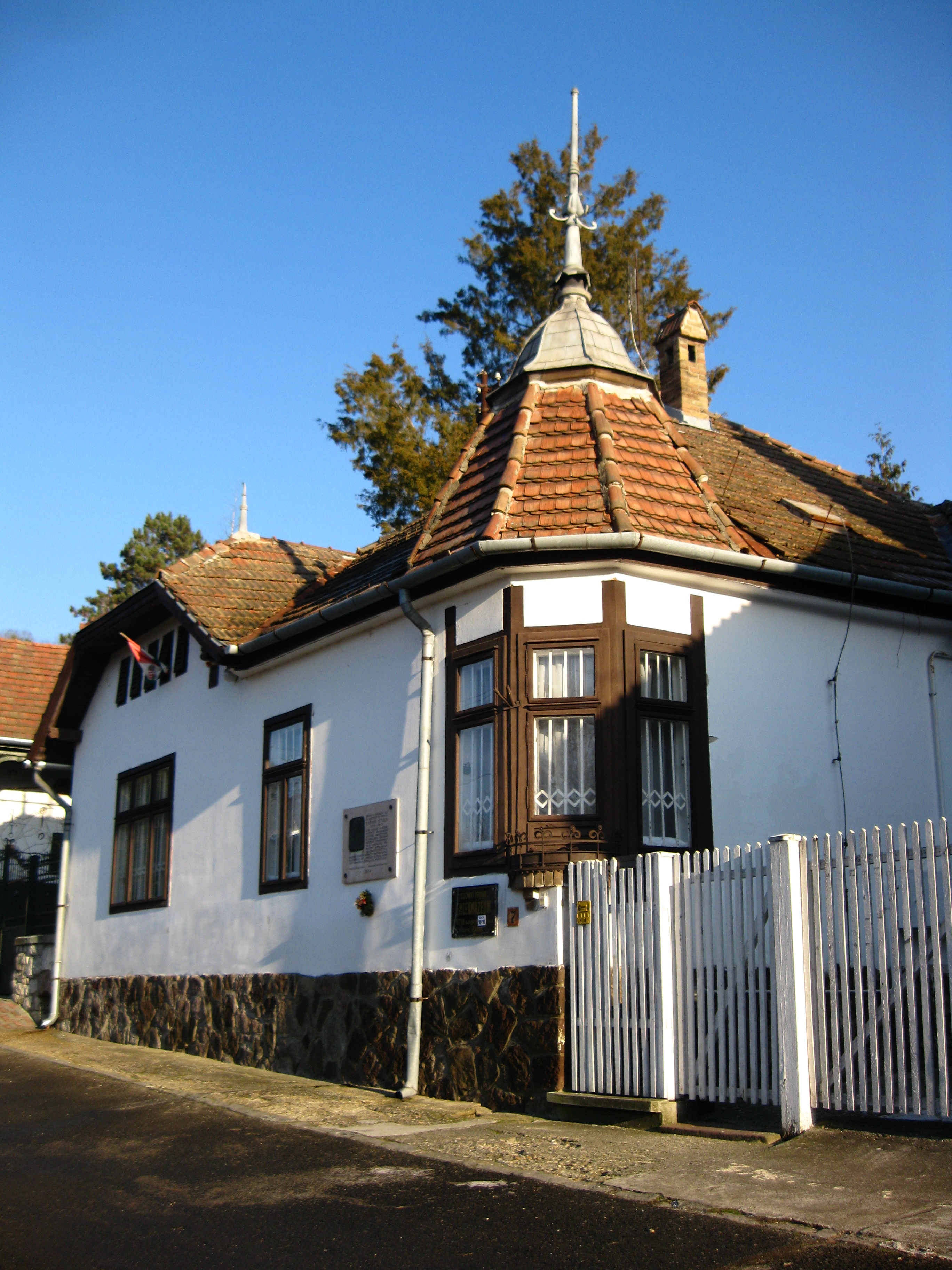
Emlékháza Zebegényben

A második világháború alatt bekapcsolódott az ellenállási mozgalomba, számos zsidót és más üldözöttet látott el hamis papírokkal, átmeneti szállással (amiben mindhárom gyermeke és második felesége is segítették), amiért később egész családjával együtt posztumusz Világ Igaza kitüntetést kapott, 1986-ban, Izrael államtól.
Fia, Péter 1945-ben betegségben elhunyt, Budapest ostromakor pedig pesti műtermét és lakását is bombatalálat érte. A háború után kinevezték a Magyar Művészeti Tanács elnökévé, egyúttal pedig az 1945-ös választásokat követően egyike lett azon tíz (majd tizenkét) személyiségnek, akiket az alakuló Nemzetgyűlés meghívott képviselőnek a parlamentbe. Mandátuma lejárta (1947) után, mivel a választásokon nem indult (sem előtte, sem utána) és a meghívást lehetővé tévő törvényt is eltörölték, rövid politikai karrierje be is fejeződött. 1949-ben kitüntették a Kossuth-díjjal is.
Posztimpresszionista Dunakanyar-beli tájképeivel közelebb hozta és megszerettette hazánknak e különös értékekkel bővelkedő régióját. Triznya Mátyás, Szász Endre mestere volt.

## Emlékezete

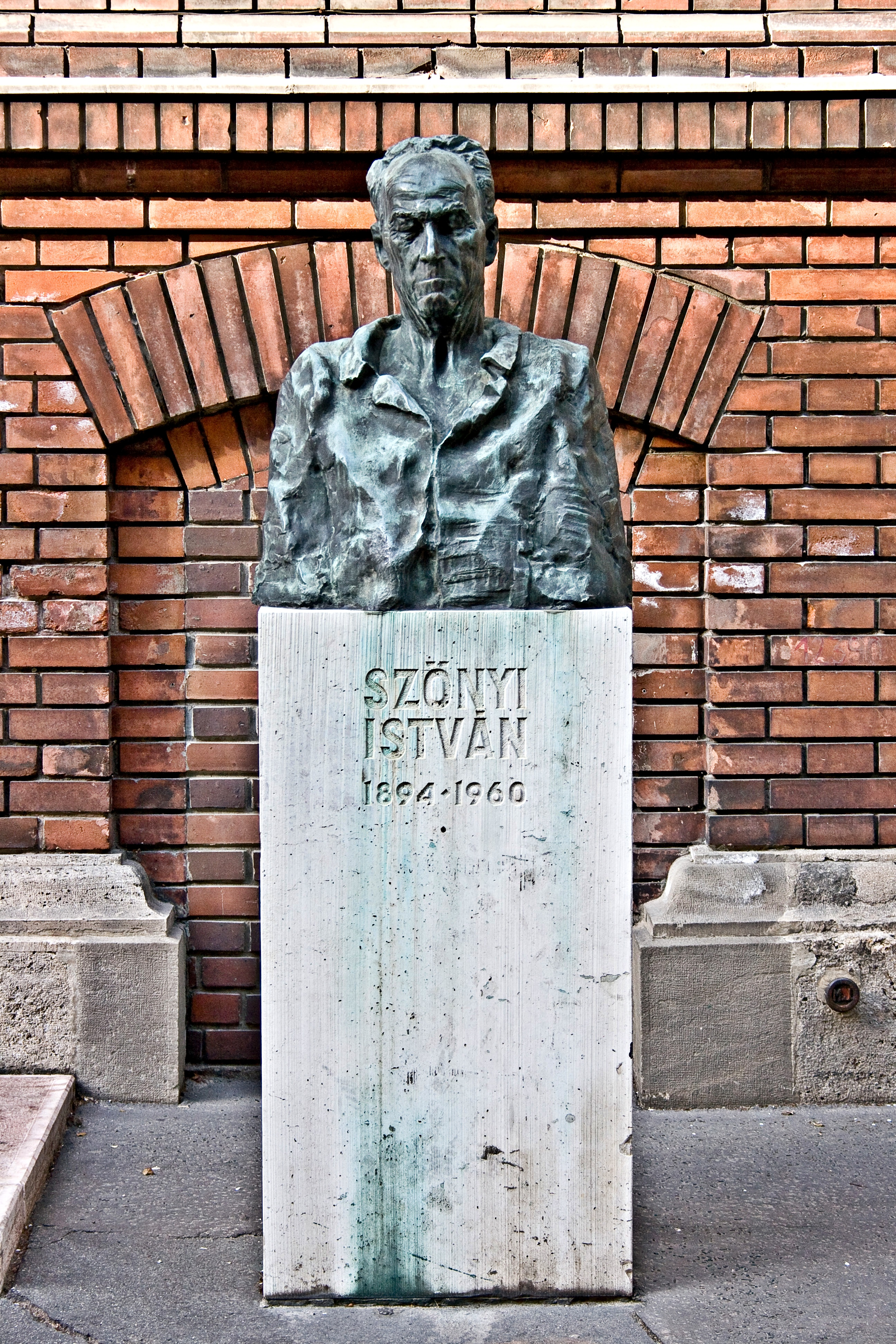
Mellszobra a budapesti Markó utcában

Halála után zebegényi műtermében emlékházat nyitottak tiszteletére. 1977-ben állították fel a budapesti Markó utcában Varga Imre Szőnyi-mellszobrát. Újpesten utca viseli a nevét.

## Kitüntetései
- Corvin-koszorú (1941)
- Magyar Szabadság Érdemrend bronz fokozat (1947)
- Kossuth-díj (1949)
- Érdemes művész (1952)
- Munka Érdemrend (1954)
- Kiváló művész (1956)
- Világ Igaza (gyermekeivel és második feleségével együtt, posztumusz, 1986)

## Művei

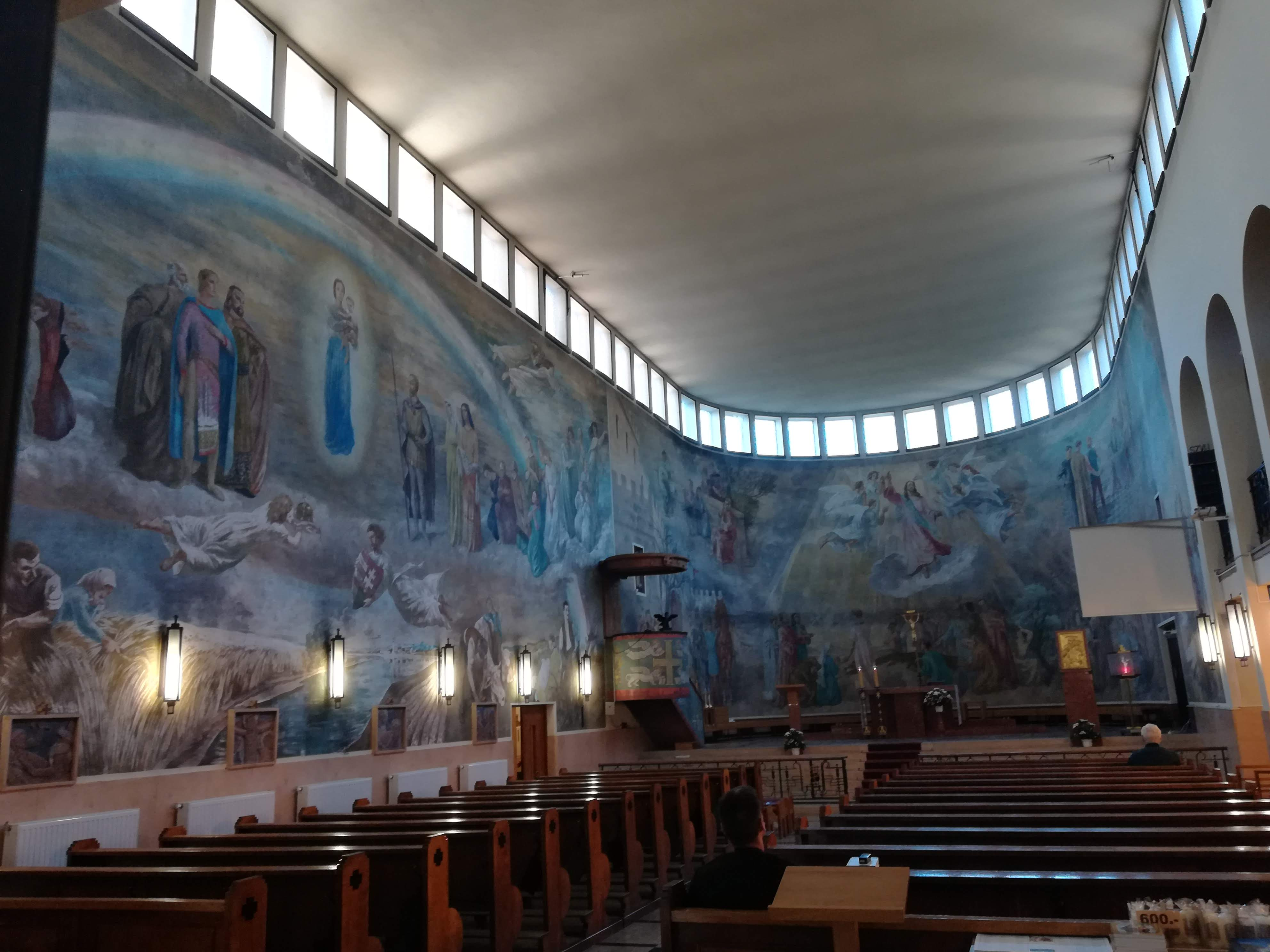
Szőnyi István szekkói a Győri Szent Imre Plébánián

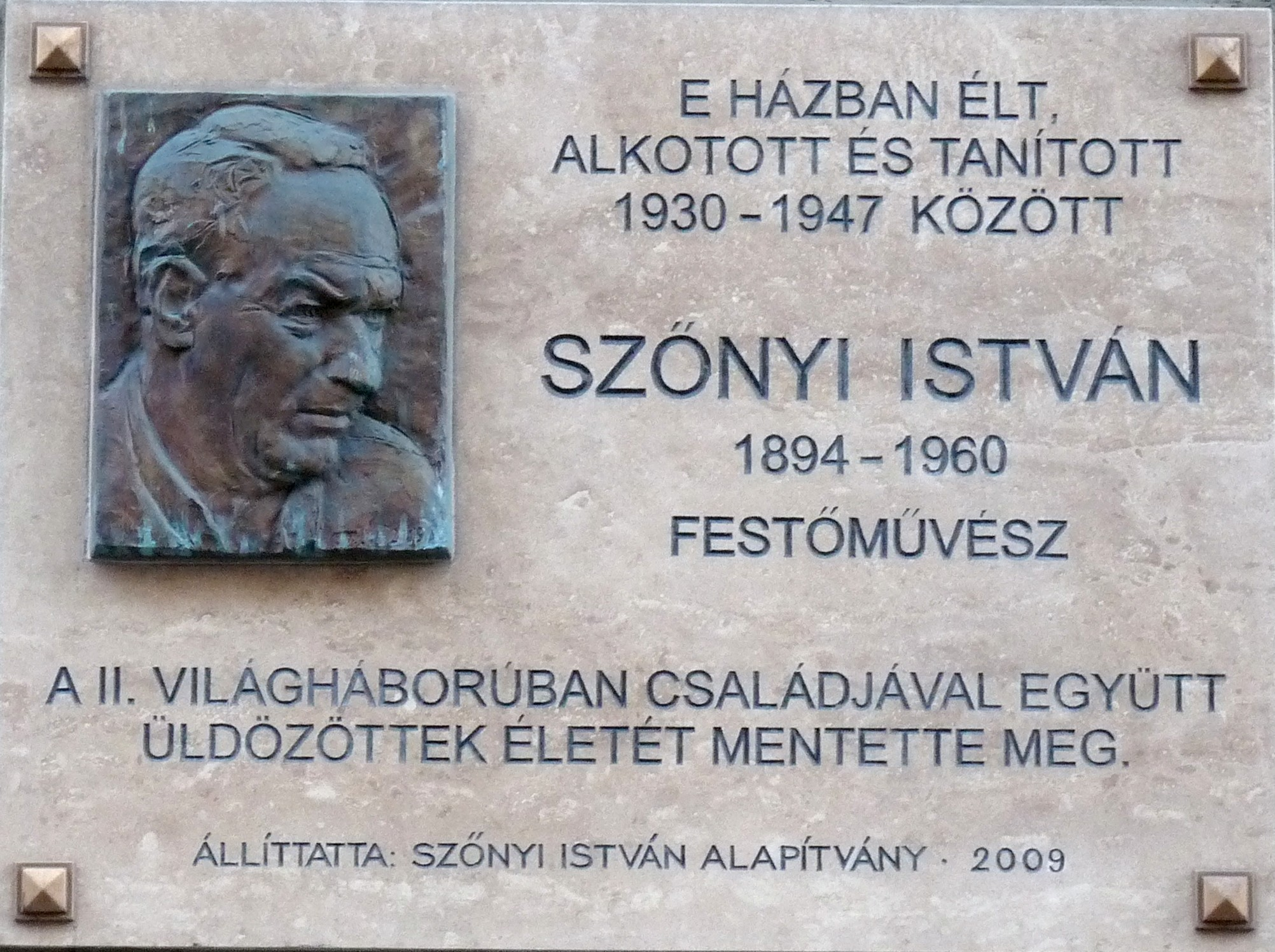
Emléktábla Baross utcai háza falán

- Szőnyi István 312 műve képekkel
- Győri Szent Imre Plébánia szekkói

## Zebegényi korszaka főbb művei
- Kettős arckép (1917)
- Fürdés után (1921)
- Bethsabé (1923)
- Zebegényi dombok (1923)
- Délutáni napsütés a Dunakanyarban (1923 körül)
- Danaidák (1924)
- Zebegény (1926 körül)
- Dunakanyar Zebegénynél (1927)
- Zebegényi völgy (1927)
- Ősz Zebegényben (1927–28)
- Behavazott falu (Téli táj, Zebegény télen) (1927–28)
- Zebegényi est (1928)
- Zebegényi temetés (1928)
- Átkelés a Dunán (1928)
- Szürke a Duna (1935)
- Zebegényi részlet (1935–36)
- Késő délután a zebegényi utcán (1938)
- Esernyők (1939)
- Kerti pad (1943)
- Zebegény – a festő kertje

## Társasági tagság
- Szinyei Merse Pál Társaság
- Képzőművészek Új Társasága
- Gresham-kör